# Thế kỷ 3 TCN

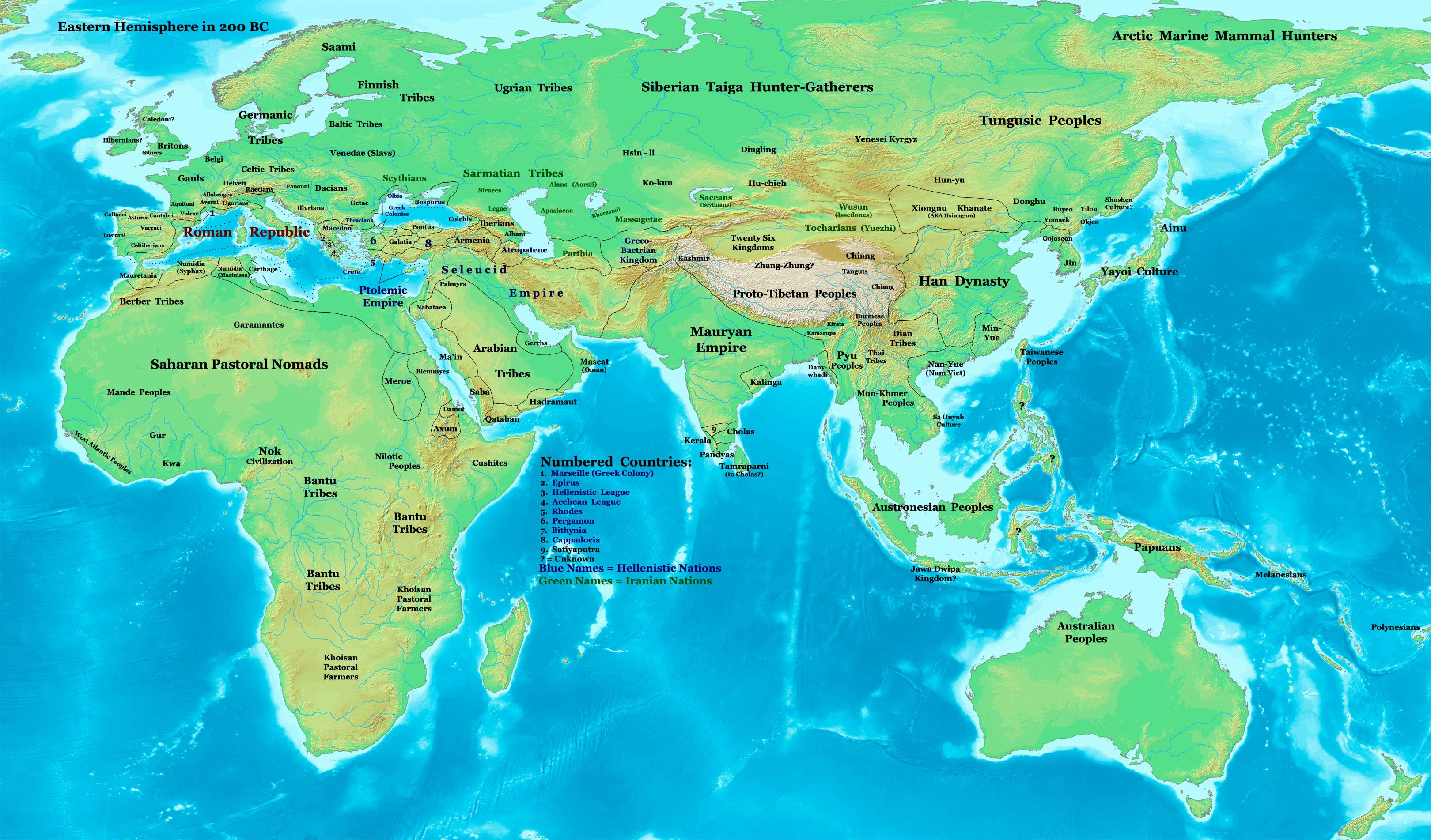
Bán cầu Đông vào cuối Thế kỷ 3 TCN.

Thế kỷ 3 trước công nguyên (TCN) bắt đầu vào ngày đầu tiên của năm 300 TCN và kết thúc vào ngày cuối cùng của năm 201 TCN. Nó được xem là một phần của thời cổ đại.

## Sự kiện
Năm 299 TCN, vua Hùng ăn chơi xa xỉ. Mặc dù các đình thần đã khuyên răn nhà vua không nên thiết việc triều chính nhưng nhà vua lại không để ý đến sửa sang võ bị. Mưa lũ ngày ngày xảy ra, nhân dân lâm vào cảnh khốn cùng. Tần Thủy Hoàng lập nước Trung Hoa ngay từ khi vua Hùng dựng nước. Khi nước Văn Lang suy sụp, Tần Thủy Hoàng sai Hiệu úy Đồ Thư đem 50 vạn quân sang xâm lấn Văn Lang. Thục Phán bày kế phù Việt diệt Tần: ngày ẩn nấp trong rừng, đêm đánh Tần. Sau 6 năm, Đồ Thư bị giết, cả Tần Thủy Hoàng nghe tin viên Hiệu úy đã chết liền tự tử. Trước khi chết, hắn sai Tần Thủy Trọng lên thay, gọi là Hậu Tần Vương.
Chín mươi hai năm sau, Thục Phán phế truất vua Hùng Vương và lên ngôi Hoàng đế.
Từ thế kỉ 3 TCN Đế Quốc Hung Nô dần được thành lập

## Sinh
- 259 TCN: Tần Thủy Hoàng

- 256 hoặc 247 TCN: Hán Cao Tổ Lưu Bang
- 241 TCN: Lã hậu
- 232 TCN: Tây Sở Bá Vương Hạng Vũ

## Mất
- 214 TCN: Đồ Thư - hiệu úy nhà Tần
- 210 TCN: Tần Thủy Hoàng
- 202 TCN: Hạng Vũ